# Chelus
Chelus – rodzaj żółwi z rodziny matamatowatych (Chelidae).

## Zasięg występowania
Rodzaj obejmuje gatunki występujące w Ameryce Południowej (Kolumbia, Trynidad i Tobago, Wenezuela, Gujana, Surinam, Gujana Francuska, Brazylia, Ekwador i Boliwia).

## Systematyka

### Etymologia
- Chelus (Chelys, Chelyda): gr. χελυς khelus „żółw rzeczny”[8].
- Matamata: port. matamatá „matamata”[5]. Nazwa zastępcza dla Chelys Oppel, 1811.

### Podział systematyczny
Rodzaj Chelus uważano za monotypowy i wyróżniano w nim gatunek Ch. fimbriata. Gatunek Ch. orinocensis został wyróżniony w 2020 r. na podstawie badań genetycznych. Na podstawie badań ustalono, że gatunki rozdzieliły się w późnym miocenie ok. 13 mln lat temu i zamieszkują różne obszary – Ch. fimbriata dorzecze Amazonki, a Ch. orinocensis dorzecza Orinoko i Rio Negro. Do rodzaju należą następujące gatunki: 
- Chelus fimbriata (Schneider, 1783) – matamata[10]
- Chelus orinocensis Vargas-Ramírez, Caballero, Morales-Betancourt, Lasso, Amaya, Martínez, Silva-Viana, Vogt, Pires-Farias, Hrbek, Campbell & Fritz, 2020